# 傅譽蓀
傅譽蓀（?—?），湖北省武昌府崇陽縣人，清朝政治人物、同進士出身。
光緒三年（1877年），参加丁丑科殿試，登進士三甲第27名。同年五月，分部學習。